# William Broughton Carr

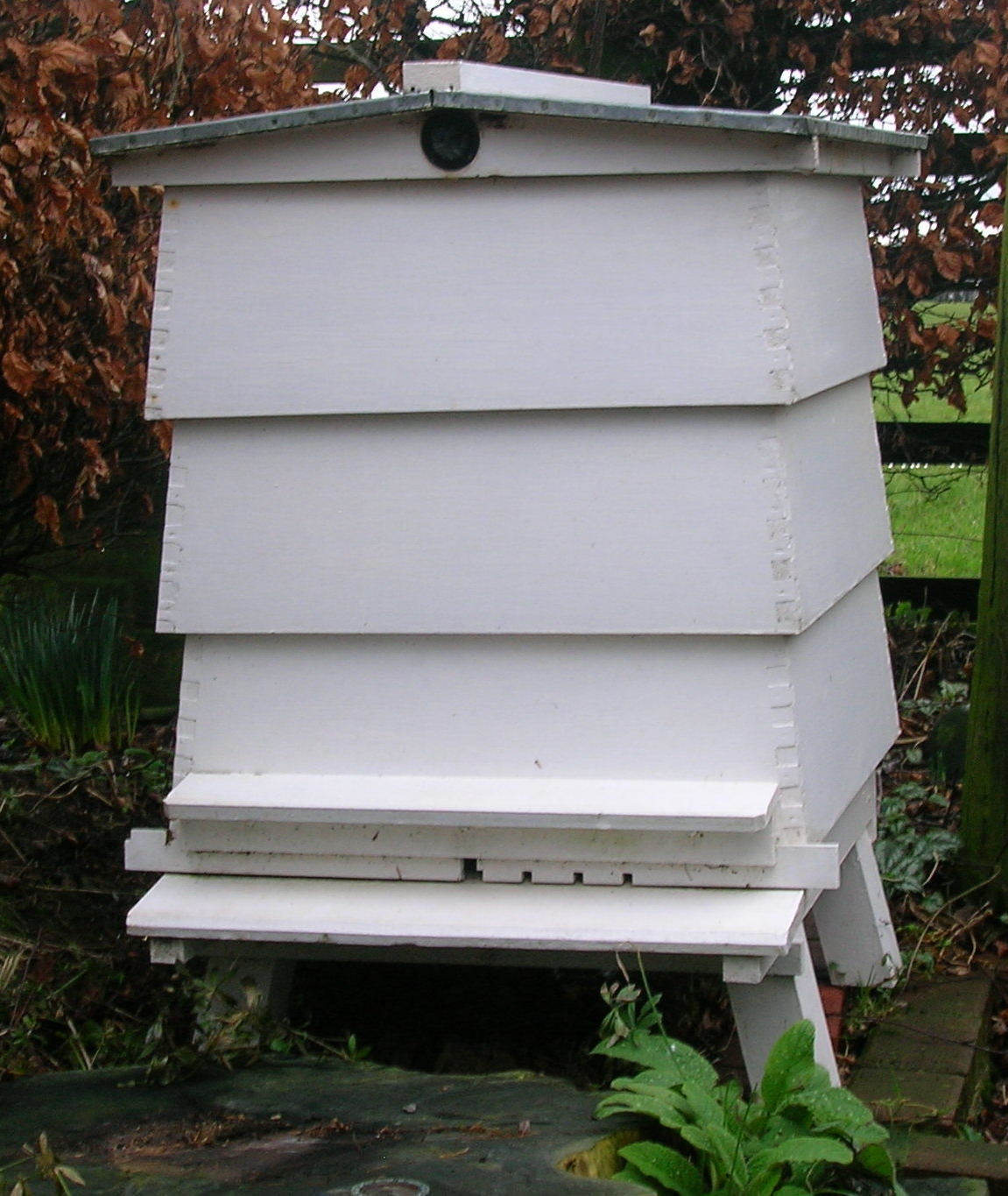
WBC úl

William Broughton Carr (1836-1909), byl britský autor a včelař, zakládající člen časopisu British Bee Journal. Vynalezl typ úlu, který nese název jeho iniciálu WBC.

## Životopis
William Broughton Carr se narodil v Bracewell, Yorkshire, v roce 1836, jako syn Roberta Carra, řezníka, a jeho manželky Ann. Carr byl mědirytec a obchodník (tiskař) v Liverpoolu. Později žil v Higher Bebington na poloostrově Wirral a choval včely, než ho Thomas William Cowan pozval do Londýna, aby mu pomohl se založením a editací časopisu British Bee Journal.
Carr byl editor British Bee Journal a Bee-Keepers' Record and Advisor a také přispíval články do Encyclopædia Britannica.
Carr svůj úl WBC zveřejnil v roce 1890.
Zemřel v Londýně v roce 1909.

## WBC úl
Včelí úl WBC je specifický typ včelího úlu, který se liší od jiných úlů svou konstrukcí a izolací. Také je nazýván "anglický", protože je velmi populární v Anglii a Spojeném království. Má charakteristický vzhled a je oblíbený u včelařů s citem pro tradice.
Má dvojitou stěnu, to pomáhá izolovat včely před teplotními výkyvy. Konstrukce poskytuje lepší tepelnou izolaci a chrání včely před chladem v zimě a přehřátím v létě. Úl má speciální systém ventilace, který umožňuje regulovat proudění vzduchu.
WBC úl je jedinečný a nezaměnitelný, nabízí několik výhod, ale také vyžaduje pečlivou údržbu.